# Johanna Carolina Elfving
Johanna Carolina Elfving född 28 juli 1796, död 17 februari 1833 i Stockholm, var en svensk konstnär. Hon var dotter till grosshandlaren Abreham Elfving och Johanna Zettersten samt från 1816 gift med medicinalrådet Magnus Martin af Pontin. Hennes måleri ansågs vara utförd med fallenhet och framgång i et lätt och behagligt manér i mindre skala.